# 宇華教育
中国宇华教育集团有限公司，簡稱中国宇华教育集团和宇华教育（英語：CHINA YUHUA EDUCATION CORPORATION LIMITED，港交所：6169），在2001年，由主席李光宇，於總部河南鄭州成立鄭州市宇華實驗學校（原北京大學附屬中學河南分校），經營民办教育服务。

## 旗下学校

### 高等教育

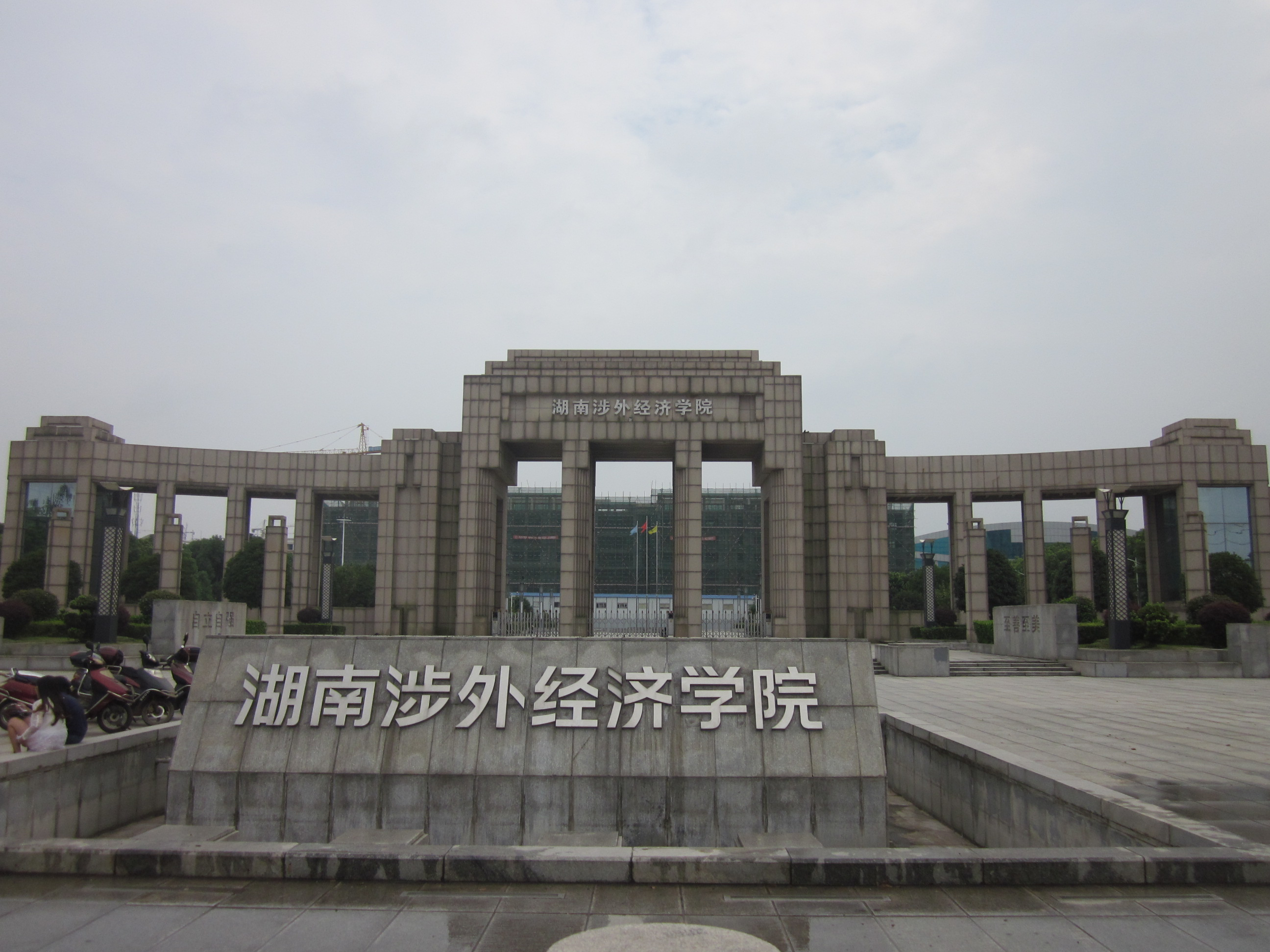
湖南涉外经济学院

- 郑州工商学院
- 湖南涉外经济学院
- 山东英才学院
- 斯坦福国际大学（英语：Stamford International University）（泰国）
- 郑州软件职业技术学院[注 1]

### 基础教育
- 郑州市宇华实验学校（初中、高中）
- 郑州市宇华实验小学

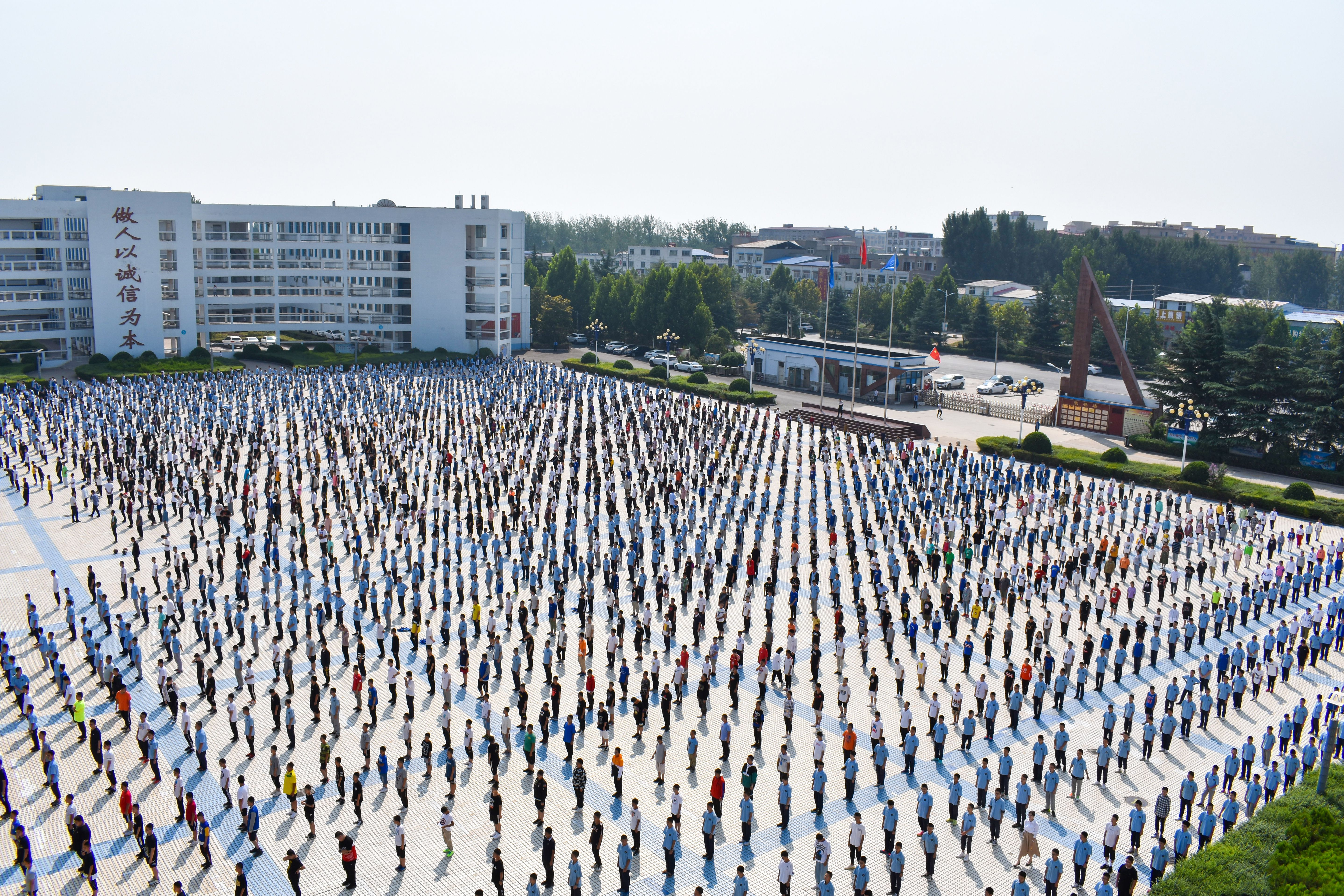
郑州市宇华实验学校

- 焦作市宇华实验学校（幼儿园、小学、初中、高中）
- 开封市宇华实验学校（小学、初中）
- 漯河市宇华实验学校（幼儿园、小学、初中、高中）
- 许昌宇华实验学校（幼儿园、小学、初中、高中）
- 济源市宇华实验学校（小学、初中）
- 开封市宇华实验高中

### 学前教育
- 郑州市郑东新区宇华幼儿园
- 焦作市城乡一体化示范区宇华实验幼儿园
- 漯河市宇华实验双语幼儿园
- 许昌市魏都区宇华实验双语幼儿园
- 济源市宇华实验双语幼儿园

## 上市
股份在2017年2月28日於港交所主板上市。全球招股定價為2.92港元，發行新股為7.5億股，集資額為18.35億港元，其中交銀國際則認購5000萬美元。用作國內外合辦新學校，及購買土地使用權或收購現有學校。

## 連結
- yuhuachina.com（页面存档备份，存于）